# لوست فريكونسيس
فيليكس دي لايت (Felix De Leat) و يعرف أكثر باسم لوست فريكونسيس (Lost Frequencies) هو دي جي و منتج أسطوانات بلجيكي من مواليد 30 نوفمبر 1993 .

## روابط خارجية
- لوست فريكونسيس على موقع IMDb (الإنجليزية)
- لوست فريكونسيس على موقع ميوزك برينز (الإنجليزية)
- لوست فريكونسيس على موقع أول ميوزيك (الإنجليزية)
- لوست فريكونسيس على موقع ديسكوغز (الإنجليزية)